# Гагулашвили, Аркадий Давидович
Арка́дий Дави́дович Гагулашви́ли (24 января 1934, Октемберян, Армянская ССР — 17 ноября 2004, Санкт-Петербург) — советский, позже российский композитор, педагог, член Союза композиторов с 1967.
Аркадий Давидович оставил богатое творческое наследие. Воспитал учеников музыкантов. Создал ряд творческих коллективов, с которыми выступал на площадках СССР: джаз-хор «Кристалл» и оркестр симфо-джаза, вокальный ансамбль «Белоснежка». Получил известность благодаря созданию музыки для театральных постановок и кинофильмов: «Мой друг Иван Лапшин», «Трудно первые сто лет», «Порох», «Два долгих гудка в тумане». Используя в своих произведениях новаторские идеи, смело расширял границы жанров. Его неповторимой индивидуальности было присуще служение идеям гуманизма, глубокое сопереживание человеку.

## Биография
Родился 24 января 1934 года в городе Армавире. Отец, Давид Моисеевич Гагулашвили, строил мосты. Мать, Евдокия Степановна, домохозяйка. Отец не поощрял занятия музыкой, так как считал, что музыкант может быть только выдающимся.
Аркадий окончил школу с отличием и поступил в Московский университет на физический факультет.
В 1952 году Аркадий пишет оперу по повести М. Ю. Лермонтова «Герой нашего времени» по своему собственному либретто и показывает своё творение И. Л. Андроникову. Андроников посчитал, что либретто написано профессионально и отослал молодого композитора к А. И. Хачатуряну. Хачатурян одобрил музыку.
После окончания службы в Советской Армии (сначала в танковом полку, затем в военном оркестре) Аркадий оставил учёбу в Москве и переехал в Ленинград для обучения в Ленинградской консерватории.
В 1965 году окончил теоретико-композиторский факультет Ленинградской консерватории.
Член Союза композиторов СССР с 1967 года.
17 ноября 2004 года Аркадий Давидович скоропостижно скончался в своей петербургской квартире от сердечного приступа.

## Творчество
Творческие коллективы под руководством Аркадия Гагулашвили успешно выступали на площадках Советского Союза с 1965 года.
В 1965 году композитором был создан коллектив «Ижорочка», с 1965 по 1967 год джаз-хор «Кристалл». Исполняли джазовые обработки классических произведений. Исайя Браудо высоко оценил обработки произведений Баха.
Аркадий Гагулашвили руководил коллективами: «Белоснежка» (до 1973 года), «Симфо-джаз» (1970-е годы). Организовал джазовый колледж для взрослых «Салтыковка». В колледже студенты изучали основы музыкальной грамоты, сольфеджио, историю джаза, вокал, учились профессионально владеть инструментами и своим голосом.
Аркадий Гагулашвили выступал под псевдонимом Аркадий Евдокимов. В те годы в Советском Союзе серьёзный композитор не мог себе позволить организовывать и тем более выступать в джазовых коллективах. Это расценивалось как недопустимое для члена Союза композиторов.
Получил известность благодаря работам в кино и театре. Создал свой яркий, самобытный стиль. Используя в своих произведениях новаторские идеи, смело расширял границы жанров. Его неповторимой индивидуальности было присуще служение идеям гуманизма, глубокое сопереживание человеку.

### Произведения
- Концерт для валторны и органа «Краски».
- Реквием.
- Оратория «Казанский Университет» на стихи Е. Евтушенко.
- Опера «Герой нашего времени» по произведению М. Лермонтова.
- Опера «Медея».
- Нонет (струнный квартет и квинтет деревянных духовых инструментов с валторной).
- Соната для виолончели и фортепиано.

А также: симфонии, концерты для виолончели с оркестром, для скрипки с оркестром, для валторны с оркестром, романсы, песни, джазовые обработки.

### Фильмография
Написал музыку более чем для 40 фильмов.
1. 1968 — Степень риска.
2. 1969 — Рокировка в длинную сторону.
3. 1974 — Последний день зимы.
4. 1977 — Прыжок с крыши.
5. 1977 — Свояки.
6. 1978 — Младший научный сотрудник.
7. 1980 — Два долгих гудка в тумане.
8. 1980 — Тростинка на ветру.
9. 1985 — Мой друг Иван Лапшин.
10. 1985 — Порох.
11. 1988 — Трудно первые сто лет.
12. 1991 — Сатана.
13. 1992 — Улыбка.
14. 1994 — Дожди в океане.

### Театральные спектакли
Работал над музыкой к девятнадцати спектаклям, в том числе:
- «Вишневый сад» А. П. Чехов.
- «Ванька Каин» Б. Хмельницкий.
- «Приглашение на казнь» В. В. Набоков.
- «Гамлет» У. Шекспир.